# بوالعرض
بوالعرض، روستایی از توابع بخش جوادآباد شهرستان ورامین در استان تهران ایران است که موقعیت جغرافیایی آن به عرض جغرافیایی ۱۶ دقیقه و ۳۵ درجه و طول جغرافیایی ۳۷ دقیقه و ۵۱ درجه است . فاصله آن با شرق شهر ورامین ۲۲ کیلومتر و با شهر پیشوا ۶ کیلومتر است . این روستا یکی از جذابترین ترین روستاهای ورامین است که اهالی آن بسیار خونگرم و مهربان هستند.متاسفانه این روستای زیبا و سرسبز چندین سال است که خالی از سکنه شده و مردم روستا فقط روزها برای کار به آنجا مراجعه می کنند.اهالی از طایفه ی شیبانی می باشند.یکی از خوشنامترین خانواده های بوالعرض،فرزندان مرحوم حاج ستار شیبانی(عمو ستار)ومرحوم علی محمد خان   و فرزندان او مرحومان مرتضی خان شیبانی و کدخدارضا  هستند که انسانهای بسیار فرهیخته و مردمداری می باشند. 

## جمعیت
این روستا در دهستان بهنام عرب جنوبی قرار دارد و براساس سرشماری مرکز آمار ایران در سال ۱۳۸۵، جمعیت آن ۱۹ نفر (۵خانوار) بوده‌است که اقوام اصیل آن شیبانی ، مهابادی ، عجمی ، طباطبایی و تاجیک هستند .

## تاریخچه
از آثار تاریخی و مذهبی باقیمانده می توان اشاره به امامزاده عبدالله ، قلعه ی مسکونی ، تپه یا قلعه ، غسالخانه ، مسجد ، حمام و درخت توت کهنسال یاد کرد . تمام آثار این روستا در فهرست آثار میراث فرهنگی ثبت گردیده است .

### آستانه مقدس امامزاده عبدالله
مدخل ورودی امامزاده عبدالله رو به شرق است . با گنبدی بلند کاهگلی بدون هیچ تزئینی که بهترین عایق برای گرما و سرمای سرسخت دشت ورامین می باشد ساخته شده است . با مصالحی از خشت و گل اتاق حرم مطهر به ابعاد ۶*۶ متر طول و عرض محرابی شکل است و در دوران بعد ایوانی در قسمت شرقی به آن الحاق شده است . ضمناً در فاصله ۵۰۰ متری تپه یا قلعه های متعددی وجود دارد که حرف از دل تاریخ باستان می زنند و آثار سفالینه آن از هنر و ذوق مردم دوران گذشته این دیار است دیده می شود . دارای قبرستانی بزرگ می باشد .                                                                                                                  سیستم اداری.                                                         توسط شورای روستایی و بخشداری اداره می شد . یکی از اولین نفر های شورای روستا بوالعرض در سال  1360 مرحوم مرتضی خان شیبانی بود که اقدامات مثبتی  برای پیشرفت  روستا انجام داد یکی از اقدامات او اوردن اب لوله کشی به روستا بود ،بخاطر این امر بین مردم به مردمداری،  خردمندی، بزرگی و سالاری  شناخته می‌شد و مورد احترام مردم بود و در سال 1403 چشم بر اسمان گشود ومردم روستا بوالعرض را عزادار  خود کرد ، یادش گرامی